# Anna Magdalena Bössen
Anna Magdalena Bössen (* 1980 in Wiesbaden) ist Dipl. Sprechkünstlerin und Rezitatorin für deutschsprachige Lyrik und Prosa.

## Leben
Bössen schloss im Jahr 2005 das Studium der Sprechkunst und Sprecherziehung an der Hochschule für Musik und Darstellende Kunst Stuttgart ab. Von 2007 bis 2013 inszenierte sie Literaturschauspiele im Hamburger Hafen („textouren“). Das Konzept vereinte Rezitation mit Theater, Musik, Stadtführung und Krimi.

## Projekt „Deutschland. Ein Wandermärchen“

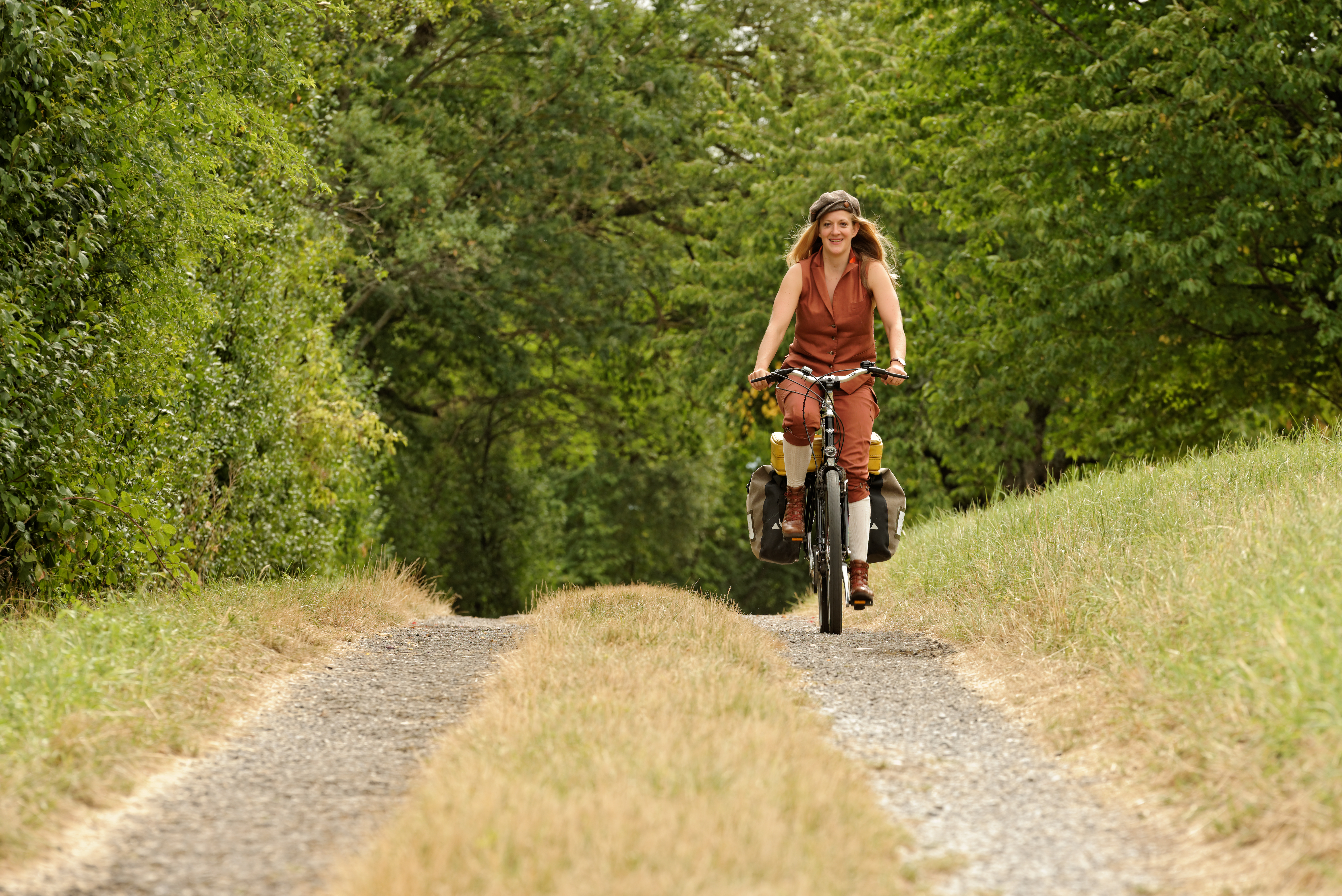
Anna Magdalena Bössen unterwegs für Deutschland. Ein Wandermärchen Copyright Michael Obert

Im Rahmen des Projektes „Deutschland. Ein Wandermärchen“ fuhr Bössen von Mai bis Oktober 2014 und 2015 mit dem Fahrrad quer durch Deutschland. Vor und während der Reise konnten sich potentielle Gastgeber auf einer Deutschlandkarte eintragen und Bett, Bühne oder Mahlzeit anbieten. Während der 8.160 Kilometer umfassenden Reise bot sie ein literarisches Kofferprogramm gegen Kost und Logis an. Sie war in 12 Monaten bei 92 Gastgebern untergebracht und absolvierte 100 Auftritte. Das Projekt hat Bössen mit der Frage „Bin ich Deutschland – und wenn ja, wer sind wir?“ durchgeführt. Der NDR hat diese Reise für die Sendung DAS! begleitet. Ihre gesammelten Geschichten, Eindrücke, Erlebnisse und Erfahrungen flossen dabei in Buch und Hörbuch „Deutschland. Ein Wandermärchen“ sowie ein Bühnenprogramm „Das große Literaturschauspiel“ ein.

## Bühnenformate mit Sprechkunst
Anna Magdalena Bössen entwickelt unterschiedliche Bühnenformate. Lyrik aller Zeiten und Genres begegnet klassischer Musik und philosophischen Fragestellungen. Die Performance von Texten an ungewöhnlichen Orten ist Teil der künstlerischen Arbeit von Bössen. Thematische Schwerpunkte sind unter anderem: Transformation und Heldenreise, Mensch und Natur, Energie und Elemente.

## Vorträge
Bössen spricht als Vortragsrednerin über die Macht der Narrative und die Kraft von positivem Storytelling. 

## Auszeichnungen
- 2011 „Initiative Kultur- und Kreativwirtschaft der Bundesregierung“ „Kultur- und Kreativpilotin 2011“ für „textouren“
- 2012 „Ort 2012“ der Initiative „Deutschland – Land der Ideen“

## Werke
- Deutschland. Ein Wandermärchen: Unterwegs mit einem Koffer voller Gedichte. Ludwig Verlag, München 2016. ISBN 978-3-453-28076-2.